# Hans Gildemeister
Juan Pedro Gildemeister Bohner (Lima, Perú; 9 de febrero de 1956), conocido deportivamente como Hans Gildemeister, es un extenista chileno, considerado el «principal tenista chileno durante los años 1980».[cita requerida] Ha sido el «chileno con más títulos» en el Circuito de la ATP: 27 —cuatro ATP 250 individuales y 23 en dobles—, y el «mejor doblista de Chile en la historia» según la mayoría de los especialistas internacionales, ya que fue finalista del Torneo de Roland Garros masculino en 1982 y ganó los Masters 1000 de Montecarlo, Hamburgo (2) y Roma, y 19 ATP 250. Su mejor puesto en la Clasificación de la ATP individual fue el 12.º en 1980 y en dobles, el 5.º en 1987. Finalizó con el ecuatoriano Andrés Gómez como la «mejor dupla del mundo» en 1986 y participaron en el Torneo de Maestros.
Ha sido el «jugador con mejor rendimiento general y más victorias en dobles en la historia del equipo chileno de Copa Davis», llegando a los cuartos de final en 1978 y 1982, con un registro respectivo de 36-12 (75 %) y 13-6. Fue el «chileno mejor clasificado» entre las temporadas de 1978 y 1984, y 1986.

## Vida personal
Nació del matrimonio formado por los peruanos/alemanes Benito Enrique Gildemeister Ruemann y Elena Bohner Schertel; posteriormente su familia se afincó en Chile, donde comenzó su carrera de tenista. Cursó parte de su educación en el Colegio del Verbo Divino, en el sector oriente de la capital. Es hermano del extenista Heinz Gildemeister.
El 9 de julio de 1977 fue uno de los 77 participantes del acto de Chacarillas, una concentración de jóvenes en demostración de apoyo a la Dictadura Militar.
Gildemeister contrajo matrimonio civil el 5 de enero de 1978 en la comuna de Providencia con Margarita María Domínguez Delpiano, hija de Germán Domínguez Ríos y María Margarita Delpiano Puelma, y nieta de José Domínguez Echenique.

## Carrera deportiva
Fue formado en el club Stade Francais, ubicado en la comuna de Las Condes en la ciudad de Santiago. Ganó individualmente el Orange Bowl sub-14 en 1970 y el sub-16 en 1972, en Miami, Estados Unidos. Usaba la derecha empuñando la raqueta con las dos manos, colocando la directriz adelante. Sus títulos a nivel adulto los ganó en canchas con superficie de arcilla descubierta. Clasificó al Torneo de Maestros en dobles junto con Gómez en 1981, pero no se presentaron porque Gildemeister tenía fiebre tifoidea. Ganó una exhibición ante Jimmy Connors en 1979 y un cuadrangular con Björn Borg, Vitas Gerulaitis y Peter Fleming en 1980 en el Court Central Anita Lizana en Santiago.

### Copa Davis
Jugó por el equipo chileno de Copa Davis de 1978 a 1989 y en 1991. Tuvo un registro individual de 23-6. Tuvo la marca de 1986 a 2009 de ser el singlista que más tiempo duró en un partido con 4 horas y 17 minutos, ante el canadiense Glenn Michibata en el quinto partido de la Zona Americana I el 9 de marzo de 1986, partido que ganó y lo hizo convertirse en un héroe nacional (e inspirador de futuros tenistas como Fernando González) por el resto de su carrera. Fue capitán del equipo de 2005 a 2011, en el Grupo Mundial (en 2008 en la Zona Americana I).
Dirige la Gildemeister Tennis Academy en Estados Unidos.

## Grand Slam

### Finalista en Dobles (1)
| Año  | Torneo        | Pareja        | Oponentes en la final           | Resultado        |
| 1982 | Roland Garros | Belus Prajoux | Sherwood Stewart / Ferdi Taygan | 5-7 3-6 1-1 ret. |

## Títulos ATP (27)

### Individuales (4)
| Leyenda                |
| Grand Slam (0)         |
| Tennis Masters Cup (0) |
| ATP Masters Series (0) |
| ATP Tour (4)           |

| N.º | Fecha                    | Torneo    | Superficie    | Oponente en la final | Resultado   |
| --- | ------------------------ | --------- | ------------- | -------------------- | ----------- |
| 1.  | 8 de octubre de 1979     | Barcelona | Tierra batida | Eddie Dibbs          | 6-4 6-3 6-1 |
| 2.  | 26 de noviembre de 1979  | Santiago  | Tierra batida | José Higueras        | 7-5 5-7 6-4 |
| 3.  | 23 de noviembre de 1981  | Santiago  | Tierra batida | Andrés Gómez         | 6-4 7-5     |
| 4.  | 20 de septiembre de 1982 | Burdeos   | Tierra batida | Pablo Arraya         | 7-5 6-1     |

### Dobles (23)
| Leyenda                |
| Grand Slam (0)         |
| Tennis Masters Cup (0) |
| ATP Masters Series (4) |
| ATP Tour (19)          |

| N.º | Fecha                    | Torneo                       | Superficie    | Pareja                      | Oponentes en la final                                           | Resultado    |
| --- | ------------------------ | ---------------------------- | ------------- | --------------------------- | --------------------------------------------------------------- | ------------ |
| 1.  | 4 de diciembre de 1976   | Santiago, Chile              | Tierra batida | Patricio Cornejo (Chile)    | Lito Álvarez (Argentina) / Belus Prajoux (Chile)                | 6-3 7-6      |
| 2.  | 7 de noviembre de 1977   | Bogotá, Colombia             | Tierra batida | Belus Prajoux (Chile)       | Jorge Andrew (Venezuela) / Carlos Kirmayr (Brasil)              | 6-4 6-2      |
| 3.  | 9 de octubre de 1978     | Barcelona, España            | Tierra batida | Zeljko Franulovic (Croacia) | Jean Louis Haillet / Gilles Moretton (Francia)                  | 6-1 6-4      |
| 4.  | 4 de diciembre de 1978   | Santiago, Chile              | Tierra batida | Víctor Pecci (Paraguay)     | Jaime Fillol / Álvaro Fillol (Chile)                            | 6-4 6-3      |
| 5.  | 21 de julio de 1980      | Washington, Estados Unidos   | Tierra batida | Andrés Gómez (Ecuador)      | Gene Mayer / Sandy Mayer (Estados Unidos)                       | 6-4 7-5      |
| 6.  | 29 de septiembre de 1980 | Madrid, España               | Tierra batida | Andrés Gómez (Ecuador)      | Jan Kodeš (República Checa) / Balazs Taroczy (Hungría)          | 3-6 6-3 10-8 |
| 7.  | 3 de noviembre de 1980   | Quito, Ecuador               | Tierra batida | Andrés Gómez (Ecuador)      | José Luis Clerc (Argentina) / Belus Prajoux (Chile)             | 6-4 6-3      |
| 8.  | 11 de mayo de 1981       | Hamburgo, Alemania           | Tierra batida | Andrés Gómez (Ecuador)      | Peter McNamara / Paul McNamee (Australia)                       | 6-4 3-6 6-4  |
| 9.  | 18 de mayo de 1981       | Roma, Italia                 | Tierra batida | Andrés Gómez (Ecuador)      | Bruce Manson (Estados Unidos) / Tomáš Šmíd (República Checa)    | 7-5 6-2      |
| 10. | 29 de septiembre de 1981 | Madrid, España               | Tierra batida | Andrés Gómez (Ecuador)      | Heinz Gunthardt (Suiza) / Tomáš Šmíd (República Checa)          | 6-2 3-6 6-3  |
| 11. | 2 de noviembre de 1981   | Quito, Ecuador               | Tierra batida | Andrés Gómez (Ecuador)      | David Carter (Australia) / Ricardo Ycaza (Ecuador)              | 7-5 6-3      |
| 12. | 23 de noviembre de 1981  | Santiago, Chile              | Tierra batida | Andrés Gómez (Ecuador)      | Ricardo Cano (Argentina) / Belus Prajoux (Chile)                | 6-2 7-6      |
| 13. | 20 de septiembre de 1982 | Burdeos, Francia             | Tierra batida | Andrés Gómez (Ecuador)      | Anders Jarryd / Hans Simonsson (Suecia)                         | 6-4 6-2      |
| 14. | 14 de febrero de 1983    | Viña del Mar, Chile          | Tierra batida | Belus Prajoux (Chile)       | Julio Goes / Ney Keller (Brasil)                                | 6-3 6-1      |
| 15. | 29 de abril de 1985      | Hamburgo, Alemania           | Tierra batida | Andrés Gómez (Ecuador)      | Heinz Gunthardt (Suiza) / Balazs Taroczy (Hungría)              | 2-6 6-4 6-3  |
| 16. | 15 de julio de 1985      | Washington, Estados Unidos   | Tierra batida | Víctor Pecci (Paraguay)     | David Graham (Australia) / Balazs Taroczy (Hungría)             | 6-3 1-6 6-4  |
| 17. | 28 de abril de 1986      | Indianápolis, Estados Unidos | Tierra batida | Andrés Gómez (Ecuador)      | John Fitzgerald (Australia) / Sherwood Stewart (Estados Unidos) | 6-4 6-3      |
| 18. | 5 de mayo de 1986        | Forest Hills, Estados Unidos | Tierra batida | Andrés Gómez (Ecuador)      | Boris Becker (Alemania) / Slobodan Zivojinovic (Serbia)         | 6-4 6-2      |
| 19. | 21 de julio de 1986      | Boston, Estados Unidos       | Tierra batida | Belus Prajoux (Chile)       | Dan Cassidy / Mel Purcell (Estados Unidos)                      | 4-6 7-5 6-0  |
| 20. | 28 de julio de 1986      | Washington, Estados Unidos   | Tierra batida | Andrés Gómez (Ecuador)      | Ricardo Acioly / Cesar Kist (Brasil)                            | 6-3 7-5      |
| 21. | 8 de septiembre de 1986  | Stuttgart Outdoor, Alemania  | Tierra batida | Andrés Gómez (Ecuador)      | Mansour Bahrami (Irán) / Diego Pérez (Uruguay)                  | 6-3 1-6 6-4  |
| 22. | 20 de abril de 1987      | Montecarlo, Mónaco           | Tierra batida | Andrés Gómez (Ecuador)      | Mansour Bahrami (Irán) / Michael Mortensen (Dinamarca)          | 6-2 6-4      |
| 23. | 6 de julio de 1987       | Boston, Estados Unidos       | Tierra batida | Andrés Gómez (Ecuador)      | Joakim Nystrom / Mats Wilander (Suecia)                         | 7-6 3-6 6-1  |